# Tunabergs distrikt
Tunabergs distrikt är ett distrikt i Nyköpings kommun och Södermanlands län. 
Distriktet ligger söder om Nyköping. 

## Tidigare administrativ tillhörighet
Distriktet inrättades 2016 och utgörs av socknen Tunaberg i Nyköpings kommun.
Området motsvarar den omfattning Tunabergs församling hade vid årsskiftet 1999/2000.